# آندریا تسونیرو
آندریا تسونیرو (انگلیسی: Andrea Tesoniero؛ زادهٔ ۲۸ ژانویهٔ ۱۹۸۸) بازیکن فوتبال اهل ایتالیا است.